# Боинг F3B
Боинг F3B или Боингов модел 77 (енгл. Boeing F3B) је амерички морнарички ловац. Први лет авиона је извршен 1928. године. 

Највећа брзина у хоризонталном лету је износила 253 km/h. Размах крила је био 10,06 метара а дужина 7,57 метара. Маса празног авиона је износила 988 килограма а нормална полетна маса 1336 килограма. Био је наоружан са једним митраљезом 12,7 мм и једним 7,62 мм.

## Наоружање
| Наоружање авиона: Боинг        |                           |
| Ватрено (стрељачко) наоружање  |                           |
| Топ                            |                           |
| Митраљез                       |                           |
| Број и ознака митраљеза        | 1 + 1                     |
| Калибар                        | 7,62, 12,7                |
| Бомбардерско наоружање (бомбе) |                           |
| Класичне авио бомбе            | до 5, свака од по 11,3 кг |
| Број тачака за подвешавање     | 5                         |
| Ракетно наоружање (ракете)     |                           |